# اتوبوسی به نام هوس (فیلم ۱۹۸۴)
اتوبوسی به نام هوس (انگلیسی: A Streetcar Named Desire) یک فیلم تلویزیونی درام آمریکایی به کارگردانی جان ارمن بر اساس نمایشنامه‌ای به همین نام است که در سال ۱۹۸۴ منتشر شد. در این فیلم آن مارگرت و تریت ویلیامز ایفای نقش کرده‌اند. نمایش افتتاحیه این فیلم در ابتدا در شرکت پخش رسانه‌ای آمریکا در ۴ مارس ۱۹۸۴ بود.